# Baldana d'arròs
La baldana d'arròs és un embotit típic de les Terres de l'Ebre que té com a productes principals l'arròs i la carn de porc. Presenta un color negre vermellós i una textura granelluda provocada pels grans d'arròs.
Els seus ingredients són la carn de cap de porc, les cotnes, la cansalada, el brou de la cocció del porc, la sang, l'arròs, la sal i el pebre. Per tal d'elaborar-lo es cou l'arròs amb el brou i es barreja amb les carns trinxades del porc, la cansalada i les cotnes. Finalment s'hi afegeix la sang, la sal i el pebre, i en alguns ocasions, pinyons. Aquesta massa s'emboteix tradicionalmen dins un budell prim de porc, es lliga formant enfilades d'uns 10 cm i es couen en una caldera.
El consum més habitual es concentra en els mesos freds, ja que és un menjar molt calòric i greixos. Es solen preparar a la brasa o bé a la planxa. El trobem en altres plats com ara el “barrejat” o la baldana d'arròs amb ceba i tomàquet. També és típic que s'organitzin dinars populars, anomenats baldanades populars.